# Ärztekammer des Saarlandes
Die Ärztekammer des Saarlandes ist die Ärztekammer für das Bundesland Saarland. Sie ist eine Körperschaft des öffentlichen Rechts mit Sitz in Saarbrücken.

## Organisation
Die Ärztekammer des Saarlandes besteht aus zwei Organen:
- Vertreterversammlung (76 Mitglieder)
- Vorstand (Präsident, 2 Vizepräsidenten, 3 Beisitzer)

Sie gliedert sich in 3 Abteilungen:
- Ärzte
- Zahnärzte
- Versorgungswerk

## Aufgaben
Die Aufgaben ergeben sich aus dem Saarländischen Heilberufekammergesetz: Zu Ihnen zählen:
- Interessenwahrnehmung
- Berufsaufsicht
- Fort- und Weiterbildung
- Streitschlichtung
- Einrichtung von Versorgung und Fürsorge
- Berufsausbildung von Medizinischen Fachangestellten